# イェグ
イェグ（Yegü, 生没年不詳）とは、チンギス・カンの次弟ジョチ・カサルの長男で、モンゴル帝国の皇族である。『元朝秘史』『元史』などの漢語資料では也古、野古、也忽、也窟と記され、『集史』などのペルシア語表記ではییگوYīgūと表記されている 。

## 概要
ジョチ・カサルには四十人近くの子供がいたと伝えられているが、モンゴル帝国の有力王族として名を残したのはイェグ、イェスンゲ、トクの三人のみであった。モンゴル帝国の建国（1206年）以前には成人していたようで、『元朝秘史』にはケレイト部との戦いから敗走した後、テムジン（チンギス・カン）よりはぐれたジョチ・カサルと息子たち（イェグ、イェスンゲ、トク）がバルジュナ湖で合流した事が記録されている。
ジョチ・カサルの没後、イェグはカサル・ウルスの当主となった。『元朝秘史』ではオゴデイ・カアンの時代の「右手の諸王の頭」をチャガタイとバトゥ、「左手の諸王の頭」をテムゲ・オッチギンとイェグと記しており、モンゴルの皇族の中でも高位にあったことが窺える。
1251年6月には他の「東方諸王」、弟のイェスンゲとトク、従兄弟のイルチダイ（カチウンの息子）、従甥のタガチャル（テムゲ・オッチギンの孫）、叔父のベルグテイらとともにコデエ・アラルのクリルタイに出席し、新たにモンケをカアンに推戴した。翌1252年10月にはモンケに命じられて高麗に遠征し、1253年に入って洪福源とともに高麗の禾山・東州・春州・三角山・楊根・天龍等の城を攻略したことが記録されている。
『集史』によると、イェグの死後は息子のコルコスンが後を継いだという。しかし、コルコスンが早世すると今度はイェグの弟イェスンゲがカサル・ウルスの当主となり、以後イェスンゲの後裔がカサル・ウルス当主の座を世襲するようになった。